# أنيغريت ريختر
أنيغريت ريختر (بالألمانية: Annegret Richter)‏ هي منافسة ألعاب القوى ألمانية، ولدت في 13 أكتوبر 1950 في دورتموند في ألمانيا.

## وصلات خارجية
- أنيغريت ريختر على موقع الاتحاد الدولي لألعاب القوى (الإنجليزية)
- أنيغريت ريختر على موقع أوليمبيديا (الإنجليزية)